# Acordulecera irwini
Acordulecera irwini – gatunek błonkówki z rodziny Pergidae.

## Zasięg występowania
Ameryka Północna, notowany w Arizonie w USA.